# Stade de l'Aube
Stade de l'Aube er et fodboldstadion i Troyes i Champagne-Ardenne-regionen af Frankrig. Stadionet er hjemmebane for Championnat National-klubben Troyes AC, og blev indviet i 1924. Det har plads til 21.877 tilskuere.